# Reichenau (Bechhofen)

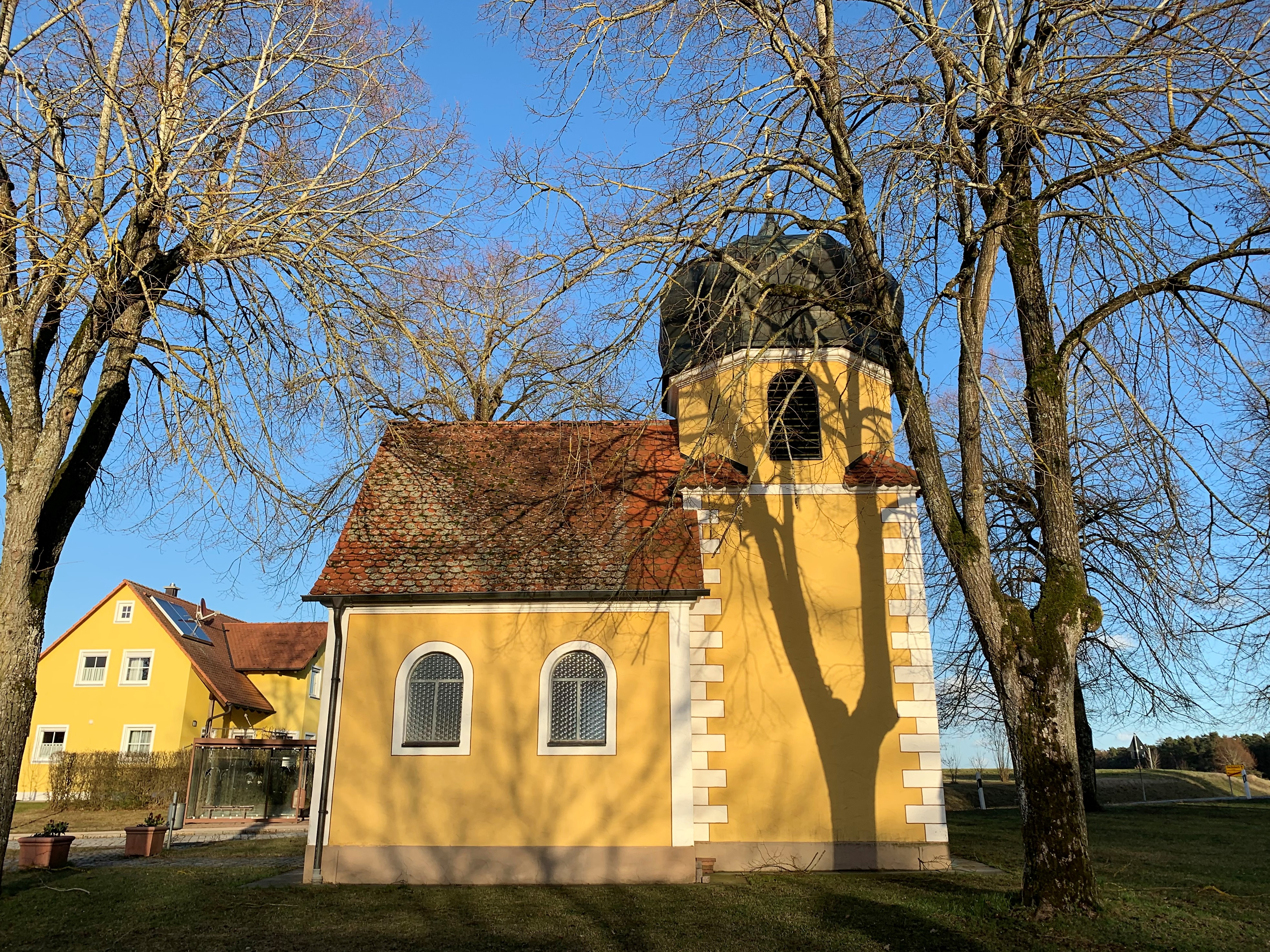
Evangelische Ortskapelle St. Hubertus und St. Sebastian in Reichenau; 1981/82

Reichenau ist ein Gemeindeteil des Marktes Bechhofen im Landkreis Ansbach (Mittelfranken, Bayern). Reichenau liegt in der Gemarkung Sachsbach.

## Geographie
Südwestlich des Dorfes entspringt der Esbach, der in seinem weiteren Verlauf eine Reihe von Weihern speist und zwei Kilometer weiter nördlich bei Sauerbach als rechter Zufluss in den Erlbach mündet (im Unterlauf Hechelschutzbach genannt), der wiederum ein rechter Zufluss der Altmühl ist. Im Südwesten grenzt das Waldgebiet Brand an, etwas weiter westlich liegen die Waldgebiete Löschenau und Baderschlag. Im Osten grenzt das Flurgebiet Tieffeld an.
Die Kreisstraße AN 54 führt nach Sachsbach (1,8 km südöstlich) bzw. nach Lettenmühle (1 km nördlich). Gemeindeverbindungsstraßen führen nach Kaudorf (1,5 km östlich) und Deffersdorf (2 km südlich).

## Geschichte
In der ersten Hälfte des 14. Jahrhunderts erwarb der Eichstätter Fürstbischof Heinrich V. den Ort. Ursprünglich gab es in dem Ort auch eine Turmhügelburg, die allerdings im frühen 15. Jahrhundert unter dem Eichstätter Fürstbischof Friedrich IV. niedergerissen wurde. Die Steine wurden für den Wiederaufbau des Schlosses Herrieden verwendet.
Der Ort lag im Fraischbezirk des eichstättischen Oberamtes Wahrberg-Herrieden. Gegen Ende des 18. Jahrhunderts gab es 10 Anwesen. Die Dorf- und Gemeindeherrschaft sowie die Grundherrschaft hatte das Kastenamt Herrieden.
Mit dem Gemeindeedikt (frühes 19. Jahrhundert) wurde Reichenau dem Steuerdistrikt und der Ruralgemeinde Sachsbach zugeordnet. Im Zuge der Gebietsreform in Bayern wurde Reichenau am 1. Juli 1971 nach Bechhofen eingemeindet.

### Baudenkmal
- Haus Nr. 15: Gasthof, zweigeschossiges giebelständiges Gebäude mit Steildach, massiv, mit Putzgliederung, angeblich ehem. Kloster, 1763, mit älterem Kern.[7]

### Einwohnerentwicklung
| Jahr      | 001818 | 001840 | 001861 | 001871 | 001885 | 001900 | 001925 | 001950 | 001961 | 001970 | 001987 | 002001 | 002011 | 002017 | 002023 |
| Einwohner | 79     | 68     | 98     | 127    | *133   | *135   | *131   | *161   | *145   | *154   | 126    | 114    | 118    | 102    | 106    |
| Häuser    | 14     | 17     |        |        | *27    | *28    | *27    | *28    | *29    |        | 26     |        |        |        |        |
| Quelle    | [ 9 ]  | [ 10 ] | [ 11 ] | [ 12 ] | [ 13 ] | [ 14 ] | [ 15 ] | [ 16 ] | [ 17 ] | [ 18 ] | [ 19 ] | [ 20 ] |        | [ 21 ] | [ 1 ]  |

## Religion
Der Ort ist seit der Reformation evangelisch-lutherisch geprägt und gehört zur Kirchengemeinde St. Georg (Sachsbach), die ursprünglich eine Filiale von St. Maria (Königshofen) war, seit 1902 eine Filiale von St. Johannis (Bechhofen) ist. Die Katholiken sind nach St. Vitus und Deocar (Herrieden) gepfarrt.